# 田畑精一
田畑 精一（たばた せいいち、1931年3月30日 - 2020年6月7日）は、日本の絵本作家、挿絵画家。作家の文に挿絵をつけるほか、共作や自作の絵本もある。1984年から1985年にかけて日本児童出版美術家連盟理事長を務めた。

## 略歴
1931年（昭和6年）、大阪に生まれ、芦屋市で育つ。1945年（昭和20年）1月に父を亡くし、アルバイトしながら勉強する。高校時代は美術部の部長を務める。原子物理学に興味を持ち京都大学理学部に入学するが、朝鮮戦争が始まって大学が騒然とするようになると、原子物理に疑問を抱くようになり、人形劇に関心が次第に移っていき、大学を中退して人形劇団プークに参加。その後22歳の秋から約10年間は、人形座(1952年 - 1963年)に参加し、主に美術を担当。人形座の解散後、絵本の世界にひかれていく。
同じ東久留米市の近所に越してきた古田足日との出会いから親交を深め、彼の本『くいしんぼうのロボット』（小峰書店 1966年）に挿絵を描く。『やまとたける』（与田凖一文、国土社 1968年）『はごろも』（与田凖一文、国土社 1969年）で初めて絵本の挿絵を担当。『おしいれのぼうけん』は、古田との共作による絵本で、1974年の初版以来2007年9月までに推定累計180万部を売り上げた。出版50年となる2024年時点の発行部数は250万部。
また『さっちゃんのまほうのて』は「先天性四肢障害児父母の会」からの依頼で共同制作した絵本で、先天性の障害を持つ女の子とその周囲を描き、赤い靴児童文化大賞を受賞した。1985年の初版以来、2010年までの25年間で65万部のロングセラーとなった。
「子どもの本・九条の会」代表団員を務めた。
2020年6月7日老衰で死去。満89歳没。

## 家族
妻は人形作家の保坂純子（ほさか すみこ、 - 2018年9月16日）。古田足日の妻、文惠と女子大の同窓生で仲が良く、家族ぐるみで交流があった。

## 主な作品

### 田畑単独執筆
- 『さっちゃんのまほうのて』 偕成社、1985年 - 赤い靴児童文化大賞[2]
- 『ピカピカ』偕成社、1998年
- 『ひ・み・つ』童心社、2004年

### 古田足日作品
- 『くいしんぼうのロボット』（挿絵）小峰書店、1966年
- 『モグラ原っぱのなかまたち』（挿絵）あかね書房、1968年
- 『れいぞうこロボット』（挿絵）盛光社、1969年
- 『水の上のタケル』（挿絵）偕成社、1969年
- 『ぽんこつロボット』（挿絵）岩崎書店、1970年
- 『夏子先生とゴイサギボーイズ』（挿絵）大日本図書、1971年
- 『千成びょうたん』（挿絵）童心社、1971年
- 『へび山のあい子』（挿絵）童心社、1987年
- 『おしいれのぼうけん』〈絵本ぼくたちこどもだ 1〉 （共作） 童心社、1974年
- 『ダンプえんちょうやっつけた』〈絵本ぼくたちこどもだ 2〉（共作）童心社、1978年

### 他の作家の挿絵
- 神沢利子
  - 『ねずみのはととりかえっこ』国土社、1972年
  - 『そりになったブナの木』国土社、1974年
  - 『キミちゃんとかっぱのはなし』ポプラ社、1977年
  - 『みるくぱんぼうや』あかね書房、1979年
  - （共作）『ゆうちゃんのゆうは?』童心社、1981年
- 後藤竜二
  - 『歌はみんなでうたう歌』新日本出版社、1973年
  - 『算数病院事件』〈5年3組事件シリーズ〉新日本出版社、1975年
  - 『のんびり転校生事件』〈5年3組事件シリーズ〉新日本出版社、1985年
- その他
  - 星野芳郎『なぜなぜなーに? 1』実業之日本社、1971年
  - 灰谷健次郎『太陽の子』理論社、1978年
  - 川北亮司『とべ へんてこどり!』童心社、1982年
  - 角野栄子『おみせやさん』童心社、1992年

### 紙芝居
- 古田足日『ロボット・カミイ』童心社、1971年
- 与田凖一（脚本）『おとうさん』童心社、1968年 - 第7回高橋五山賞画家賞
- わしおとしこ『くちのあかないカバヒポポくん』童心社、1984年

### 受賞歴
- 1968年 『おとうさん』童心社 - 第7回高橋五山賞画家賞[13][14]

- 1974年 『そりになったブナの木』神沢利子作 国土社 - 第16回児童福祉文化賞奨励賞[15]

- 1984年 『くちのあかないカバ　ヒポポくん』童心社 - 第24回高橋五山賞画家賞[16][17]

- 1985年 『さっちゃんのまほうのて』偕成社 - 第6回赤い靴児童文化大賞[18][19]

## 略年譜
| 西暦（年齢）   | できごと |
| -------------- | --- |
| 1931年（0歳）  | 3月30日、大阪市東区高麗橋（現・大阪市中央区高麗橋）に生まれる。 5人きょうだいの3番目で長男。父は町工場の工場長だったが、のち、飛行機製造会社に移る。                                    |
| 1935年（4歳）  | 兵庫県武庫郡精道村（現・芦屋市）に移住する。仏教系の幼稚園に通う。 |
| 1938年（7歳）  | 4月、精道村立山手尋常小学校に入学。（1941年芦屋市立山手国民学校と改称） |
| 1944年（13歳） | 4月、兵庫県立芦屋中学校（旧制）に入学。空襲で校舎が焼け、四度移転する。 |
| 1945年（14歳） | 1月、父が死去。8月、敗戦。 |
| 1947年（16歳） | 4月、兵庫県立芦屋高等学校（新制）2年次に編入する。アルバイトをしながら学業続ける。 美術部で部長を務める。高校を卒業した春休みに、大阪・朝日ホールで人形劇団プークの公演を見て感動する。 |
| 1950年（19歳） | 4月、京都大学理学部入学。原子物理学に興味を持っていたが、朝鮮戦争が始まると、 原子物理学が人間の幸せの役に立つか疑問を抱く。大学を中退して上京、人形劇団プークに参加する。              |
| 1953年（22歳） | 秋、劇団人形座に入団。人形座での10年間は主に美術を担当する。 |
| 1955年（24歳） | 人形作家の保坂順子と結婚。 |
| 1960年（29歳） | 東京都豊島区池袋の立教大学の裏手にある同じアパートに古田足日が越してくる。 夫人同士が学生時代からの親友。                                                                               |
| 1963年（32歳） | 劇団人形座解散。円谷プロダクションの特撮映画「ゴジラ」シリーズの仕事を手伝い、生活を やりくり。6月、長男・良太誕生。                                                                    |
| 1966年（35歳） | 古田足日が持ち込んだ仕事『くいしんぼうのロボット』で初めて子どもの本の仕事をする。 |
| 1968年（37歳） | 紙芝居『おとうさん』で第七回五山賞画家賞を受賞。 |
| 1972年（41歳） | 仲間と共有のヨット「てふてふ号」Ⅰ世出航。メンバーは山下明生、長新太、田畑精一、後藤洋一、磯野誠子。Ⅱ世号、Ⅲ世号と乗り継ぎ、四十年間にわたって西伊豆、東伊豆を航海する。                 |
| 1974年（43歳） | 『おしいれのぼうけん』刊。 『そりになったブナの木』神沢利子作 国土社 で 第16回児童福祉文化賞奨励賞を受賞。                                                                              |
| 1984年（53歳） | 『くちのあかないカバ ヒポポくん』童心社 で 第24回高橋五山賞画家賞を受賞。 |
| 1985年（54歳） | 『さっちゃんのまほうのて』刊。第6回赤い靴児童文化大賞を受賞。 |
| 1993年（62歳） | 『ピカピカ』の取材でアフリカに行く。 |
| 1997年（66歳） | 七月、母死去。 |
| 1998年（67歳） | 『ピカピカ』刊。初めての自作絵本。 |
| 2006年（75歳） | 八月、韓国ソウルにて「日・中・韓 平和絵本」について会談。 |
| 2007年（76歳） | 一一月、中国南京にて「日・中・韓 平和絵本」南京会議。 |
| 2008年（77歳） | 四月、「子どもの本・九条の会」設立。小宮山量平、神沢利子、松谷みよ子、古田足日らとともに代表団の一人になる。                                                                            |
| 2013年（82歳） | 『さくら』刊。自伝的な絵本。「日・中・韓 平和絵本」シリーズの一冊。 |
| 2018年（82歳） | 九月、妻・保坂純子が死去。 |
| 2020年（89歳） | 六月七日、死去。 |